# Астрономическа обсерватория (Шумен)
Астрономическата обсерватория на Шуменския университет се намира в природен парк „Шуменско плато“, разположена на 493 m надморска височина. Сградата е открита на 29 октомври 2015 г., а след инсталирането на телескопите, е открита обсерваторията на 19 май 2016 г.
От юни 2016 г. Астрономическата обсерватория има статут на Научноизследователски и образователен комплекс на Шуменския университет. От началото на 2017 г. обсерваторията е отворена за дневен и нощен прием на посетители.
Астрономическата обсерватория има два купола – 5,5-метров автоматизиран купол ScopeDome и 3-метров автоматизиран купол ScopeDome.
Разполага с 40-сантиметров Шмит-Касегрен телескоп. Диаметърът на огледалото му е 406 mm и фокусното разстояние е 4064 mm. 25-сантиметров Шмит-Касегрен телескоп. Диаметърът му е 254 mm, а фокусното разстояние – 2540 mm.
Куполите и телескопите на Обсерваторията са разположени на покривната площадка на сградата. На първия етаж е разположена конферентна зала с 20 места и изложбена зала с експозиция от старинни уреди и прибори по астрономия, физика, компютри, експозиция на минерали. На втория етаж се намира учебна зала за теоретични и практически занятия по астрономия и сървър за управление на телескопите.